# Tram van Halle
De tram van Halle is een tramnetwerk in de Duitse stad Halle (Saale). Het metersporige net met een lengte van 87,1 kilometer wordt door Hallesche Verkehrs-AG (HAVAG) geëxploiteerd. Vervoer ging in 1882 met paardentrams van start; de eerste elektrische trams reden in al 1891. Vanaf 1996 werd een deel van het materieelpark met lagevloertrams vernieuwd, wat tot dan toe uit trams met een hoge vloer bestond.

## Netwerk
Het totale netwerk bestaat uit (in 2023) 11 tramlijnen, te weten 1–3, 5, 7–10, 12, 16 en 95. Van deze rijdt lijn 16 niet op zon en feestdagen. Daarentegen rijden de lijnen 1, 2, 7, 10 en 95 ook in de nachten op Vrijdag, Zaterdag en Zondag.

## Materieel
In Halle is het gebruikelijk om voor elk nieuw lagevloer-tramtype een eigen lettercombinatie te gebruiken. Het overzicht is van 2023.

### Huidig
- MGT6D Tussen 1996 en 2011 werden van Düwag 60 gelede lagevloertrams van dit type geleverd. De meeste (59 stuks) van deze zesassers zijn van beschikbaar voor de passagiersdienst.
- MGT-K In 2004-05 en 2013 werden van Bombardier 42 lagevloertrams van dit type geleverd. Deze lagevloertrams zijn nog allemaal in dienst.

### Toekomstig
- MGT-M/XL Vanaf eind 2024 worden van Stadler 39 driedelige en 17 vijfdeleige trams van dit type geleverd. Hiervan worden de driedelige als achtasser geleverd en 17 overige als twaalfasser.